# Conti Unternehmensgruppe
Die Conti Unternehmensgruppe (Eigenschreibweise: CONTI Unternehmensgruppe) ist ein Verbund von Unternehmen, die in den Bereichen Reederei, Schiffsfinanzierungen und Schiffsmaklerei tätig sind. Sie beschäftigt insgesamt etwa 2800 Mitarbeiter an Land und zur See (Stand: Oktober 2014).
Die Gruppe gliedert sich in zwei Teile: einen Konzern unter der Holdinggesellschaft CONTI Holding GmbH & Co. KG mit Sitz in München, zu dem auch der 1979 gegründete Fondsinitiator Conti Reederei Management GmbH & Co. Konzeptions-KG gehört (kurz: Conti Reederei), sowie das Reederei- und Schiffsmaklergeschäft unter der Führung eines der Conti Holding nahestehenden Unternehmens.

## Geschichte

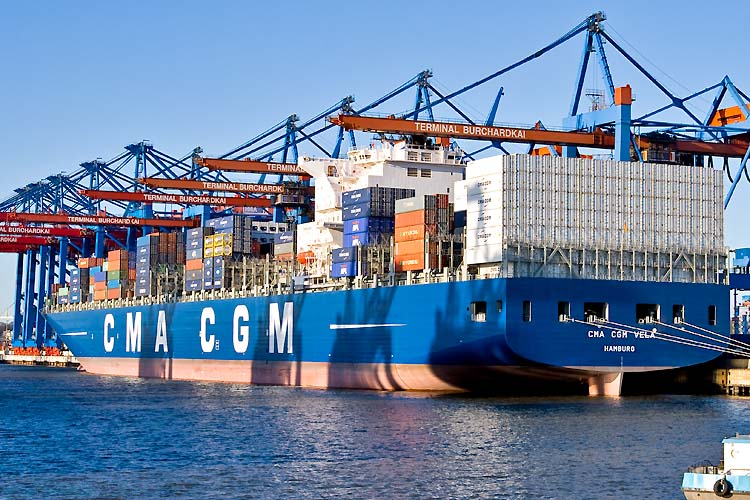
Containerschiff CMA CGM Vela (gebaut als Conti Jupiter)

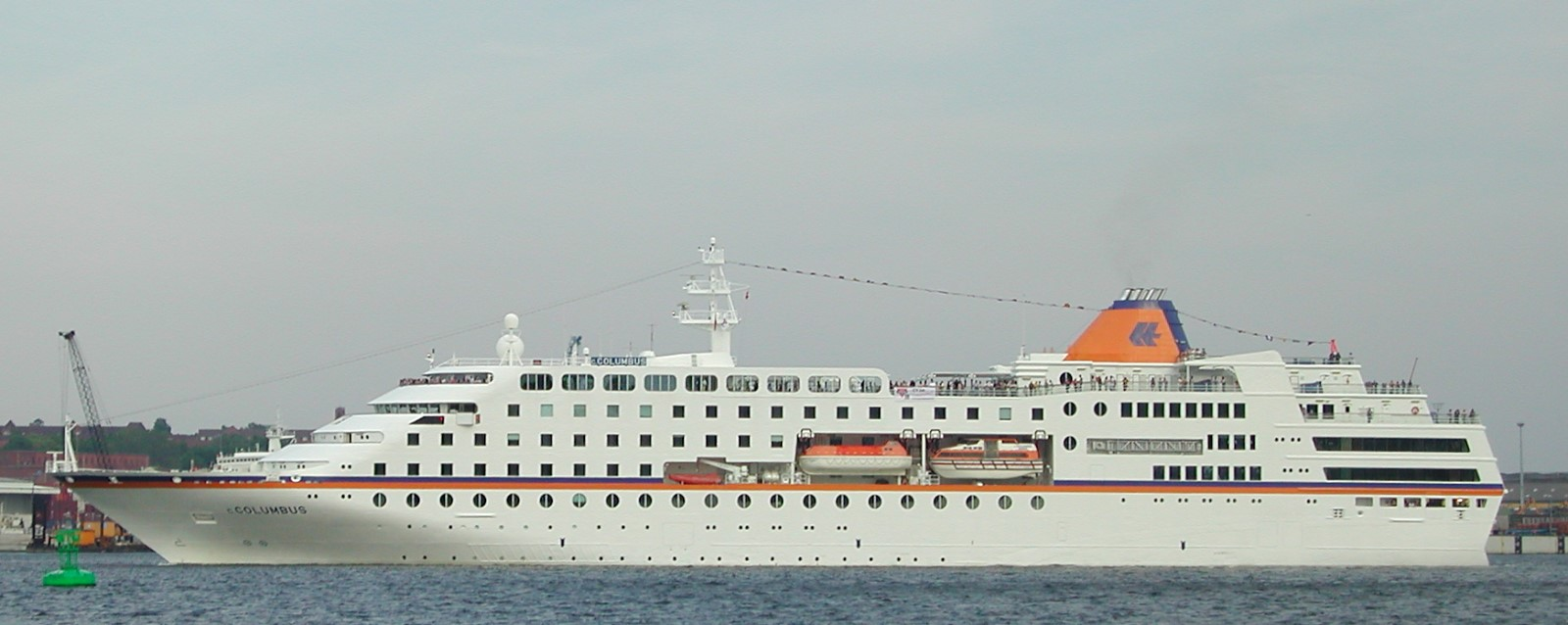
Kreuzfahrtschiff Columbus

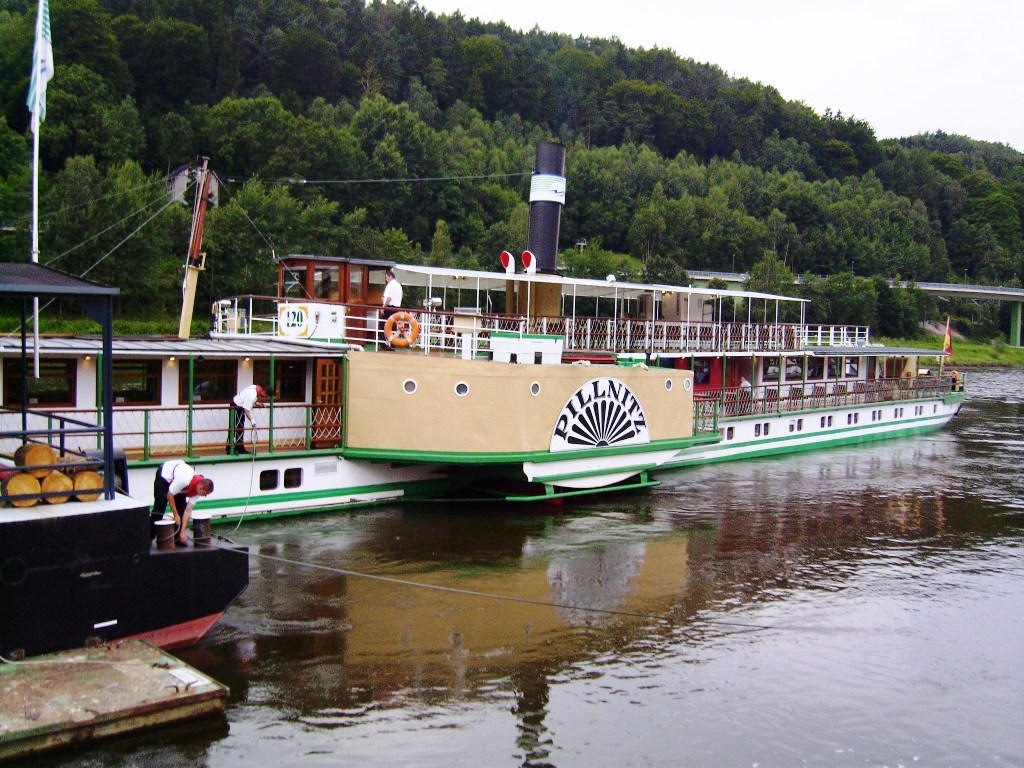
Der Raddampfer Pillnitz der Sächsischen Dampfschifffahrt, deren Flotte mit neun Raddampfern als die älteste und größte der Welt gilt.

Die 1970 in München gegründete Cosima Reederei ist der Vorläufer der Conti-Reederei und gilt als eine der ältesten Initiatoren für Schiffsbeteiligungen in Form geschlossener Fonds. Nach der Überführung in die Conti-Reederei mit Übernahme aller Schiffe im Jahr 1979 erfolgte ein stetiges Wachstum der Reederei. Neben Containerschiffen wurden Massengutschiffe und Tanker finanziert und bereedert.
1992 wurde von der Conti die in wirtschaftlichen Schwierigkeiten befindliche Sächsische Dampfschiffahrt, die auch als Weiße Flotte bezeichnet wird, übernommen und erfolgreich saniert. Sie firmiert heute unter Sächsische Dampfschiffahrts GmbH & Co. Conti Elbschiffahrts KG.
1997 übernahm Conti, gemeinsam mit anderen Gesellschaftern, das Kreuzfahrtschiff Columbus, das bis Mai 2012 an Hapag-Lloyd Kreuzfahrten verchartert war. Seitdem fährt das Schiff als Hamburg für plantours & Partner, die es mit einer Kaufoption für sechs Jahre gechartert haben. 1998 wurden die Flusskreuzfahrtschiffe Primadonna und Johannes Brahms übernommen. Die Conti Everest zählte 2004 mit 8240 TEU zu den größten Containerschiffen der Welt. 2005 wurde der erste Tonnagesteuerfonds angeboten. Die im Jahr 2008 in Dienst gestellte Conti Jupiter war damals mit 10.960 TEU das größte Containerschiff unter deutscher Flagge.

## Conti heute
Ende 2010 gehörten 92 Schiffe zur Flotte. Ein Großteil der Schiffe fährt aufgrund der Finanzierung der Schiffe durch Tonnagesteuerfonds unter deutscher Flagge. Im Jahr 2011 war die Conti Reederei hinter Nordcapital der zweitgrößte Anbieter von geschlossenen Schiffsfonds in Deutschland nach platziertem Eigenkapital. Das Unternehmen platzierte 2011 72,1 Mio. Euro Eigenkapital.
Die Bereederung der Conti-Schiffe erfolgt überwiegend durch das Unternehmen NSB Niederelbe Schiffahrtsgesellschaft in Buxtehude sowie seit 2002 zusätzlich durch die Bremer Bereederungsgesellschaft in Bremen. An beiden Unternehmen ist die Conti-Gruppe direkt beteiligt. Außerdem hält sie Anteile an H. Schuldt Shipbrokers, einem Unternehmen für Vercharterung und Befrachtung sowie An- und Verkauf von Schiffen. An Bord der Conti-Schiffe sind rund 2600 Personen beschäftigt, im Unternehmen in München waren es 2009 94.
Im März 2017 wurde die Conti-Unternehmensgruppe an die Hamburger Reederei Claus-Peter Offen verkauft, die sie als eigenständiges Unternehmen am Standort Hamburg weiterführt.